# Idaea faillata
Idaea faillata är en fjärilsart som beskrevs av Fuchs 1901. Idaea faillata ingår i släktet Idaea och familjen mätare. Inga underarter finns listade i Catalogue of Life.